# Suvajsko međugorje
Suvajsko međugorje se nalazi u općini Bosanska Krupa te je od općinskog centra udaljeno 17 kilometara. Ovo područje je bogato šumom i pašnjacima, te izvorima. Suvajsko međugorje je rezervat prirodnih predjela s površinom od 50 hektara.